# Roberto Carlos (político)
Roberto Carlos Almeida Leal, mais conhecido como Roberto Carlos (Uauá, Bahia 18 de abril de 1966) é um político brasileiro, empresário e desportista. Formado em Geografia pela UPE, é fundador da Sociedade Desportiva Juazeirense, clube que disputa o campeonato baiano. Atualmente é Deputado Estadual pela Bahia.
Nascido na Fazenda Poroém, no distrito de Serra da Canabrava no município de Uauá, filho de Iziquiel Almeida Leal e Maria Adelia Almeida França. Começou sua vida como catador de umbu e vendia pães no lombo de um jumento para ajudar na renda de casa e na criação de seus irmãos. No final dos anos 70 migrou-se junto com sua família para o município de Juazeiro, tornando-se camelô nas feiras livres da cidade.
Começou sua vida empresarial no mercado Joca de Sousa Oliveira, vendendo redes, material esportivo, confecções e calçados. No final dos anos 80, foi lançado pelos camelôs, barraqueiros, ambulantes e permissionários do mercado, ao cargo de presidente da associação da referida classe, classe essa que viu nele um líder e a oportunidade de ter um deles como vereador da cidade. Assim em 1992, Roberto Carlos sai candidato a vereador pelo PDT, tornando-se 1º suplente, numa eleição tida por muitos como fraudulenta, atrapalhando o êxito do então candidato. Em 1996, Roberto Carlos é eleito vereador, permanece no cargo por dois anos e após uma manobra politico eleitoreira, perde seu mandato. Em 2000, com o slogan "FAÇA JUSTIÇA!", Roberto Carlos é candidato mais uma vez e carregado pelo povo, é eleito o vereador mais votado da história de Juazeiro. No ano de 2002 é candidato pelo PDT ao cargo de deputado estadual elegendo-se pela primeira vez ao cargo, desde então o politico é referencia no parlamento baiano, chegando a ser primeiro secretário, presidente de comissões, líder de governo e é tido como um dos maiores oradores e articuladores políticos da Bahia. 